# Hans Molisch
Hans Molisch (6. prosince 1856 Brno – 8. prosince 1937 Vídeň), byl česko-rakouský botanik.
Je po něm pojmenován Molischův test, citlivý chemický test na přítomnost sacharidů.

## Život
Od roku 1875 studoval přírodní vědy ve Vídni, doktorát získal v roce 1879 a habilitoval v roce 1885. Než se v roce 1889 stal mimořádným univerzitním profesorem v Grazu, podnikl v letech 1897–1898 dvouletou botanickou výzkumnou cestu kolem světa.
Učil jako profesor na Německé univerzitě v Praze (1894–), Vídeňské univerzitě (1909–1928), Tohoku univerzitě v Japonsku (1922–1925) a na Bose institutu v Kalkatě.
V letech 1931 až 1937 působil jako místopředseda Rakouské akademie věd.
Ve funkci rektora Vídeňské univerzity v letech 1926–1927 byl Molisch odpovědný za vlnu radikalizace mezi antisemitskými německými studenty. Stupňující se násilí proti politickým disidentům obecně a židovským studentům zvláště bylo Molischem propagováno a demonstrováno shovívavostí při potrestání pachatelů.

## Zdůvodnění alelopatie
Molischovým posledním a nejslavnějším vědeckým úspěchem bylo zdůvodnění alelopatie. Ve své poslední knize Der Einfluss einer Pflanze auf die andere Alleopathie (Alelopatie, vliv jedné rostliny na druhou) napsané v roce své smrti, použil tento termín k definování biochemické interakce mezi rostlinami a také mezi rostlinami a mikroorganismy. Stal se zakladatelem stejnojmenného vědního oboru.

## Dílo
- Die Pflanzen in ihren Beziehungen zum Eisen, 1892
- Leuchtende Pflanzen, 1904
- Die Purpurbakterien, 1907
- Die Eisenbakterien, 1910
- Mikrochemie der Pflanzen, 1913
- Pflanzenphysiologie, 1920
- Pflanzenphysiologie in Japan, 1926
- Im Lande der aufgehenden Sonne, 1927
- Der Einfluss einer Pflanze auf die andere Alleopathie, 1937 (Jena: Gustav Fischer).